# Trinomys albispinus
Proechimys albispinus
Espèce
Synonymes
- Proechimys albispinus (I. Geoffroy Saint-Hilaire, 1838)

Statut de conservation UICN

 LC  : Préoccupation mineure
Trinomys albispinus est une espèce de mammifères rongeurs de la famille des Echimyidae qui regroupe des rats épineux originaires d'Amérique latine.

## Liste des sous-espèces
Selon Mammal Species of the World (version 3, 2005)  (7 oct. 2012) :

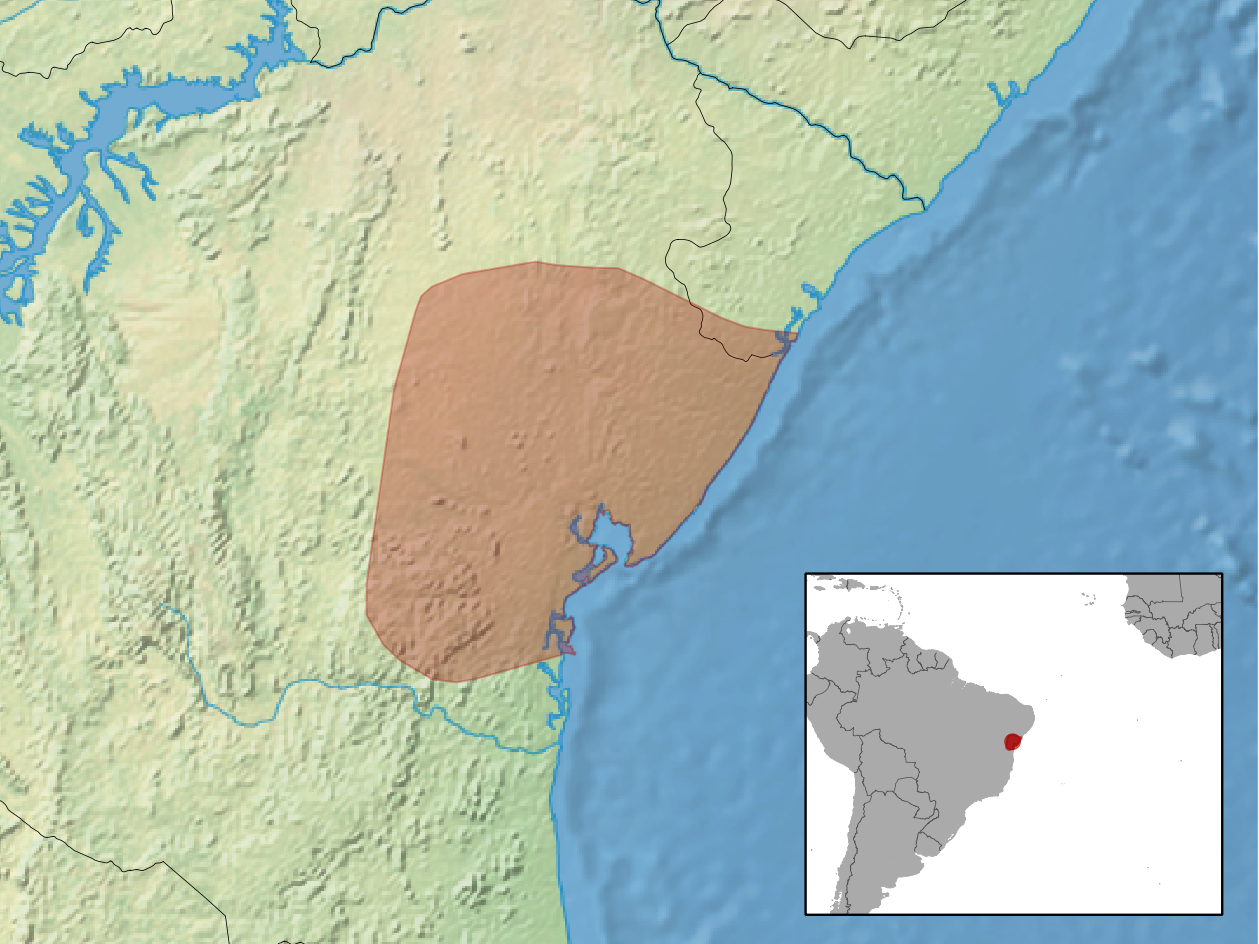
Répartition de l'espèce.

- sous-espèce Trinomys albispinus albispinus
- sous-espèce Trinomys albispinus minor
- sous-espèce Trinomys albispinus serotinus